# Agata Kryger
Agata Kryger (ur. 29 listopada 1997 w Toruniu) – polska łyżwiarka figurowa, startująca w konkurencji solistek. Uczestniczka mistrzostw Europy, trzykrotna mistrzyni Polski (2013, 2014, 2015). Zakończyła karierę w 2016 roku.

## Życiorys
Kryger rozpoczęła treningi łyżwiarstwa mając 5 lat. Na początku była podopieczną Doroty i Mariusza Siudków. Od 2014 roku trenowała w kanadyjskim Calgary pod okiem Scotta Davisa i Jeffa Langdona. W swoim debiucie na mistrzostwach Europy 2014 w Budapeszcie, gdzie wystartowała jako pierwsza polska solistka od 2008 roku, zakwalifikowała się do finału i ostatecznie zajęła 21. miejsce. 
We wrześniu 2016 roku przerwała karierę sportową.

## Osiągnięcia
| Zawody                                | 07–08          | 08–09          | 09–10          | 10–11          | 11–12          | 12–13          | 13–14          | 14–15          | 15–16          |                |                |                |                |                |                |                |                |
| Międzynarodowe                        | Międzynarodowe | Międzynarodowe | Międzynarodowe | Międzynarodowe | Międzynarodowe | Międzynarodowe | Międzynarodowe | Międzynarodowe | Międzynarodowe | Międzynarodowe | Międzynarodowe | Międzynarodowe | Międzynarodowe | Międzynarodowe | Międzynarodowe | Międzynarodowe | Międzynarodowe |
| ------------------------------------- | -------------- | -------------- | -------------- | -------------- | -------------- | -------------- | -------------- | -------------- | -------------- | -------------- | -------------- | -------------- | -------------- | -------------- | -------------- | -------------- | -------------- |
| Mistrzostwa Europy                    |                |                |                |                |                |                | 21             | 38             |                |                |                |                |                |                |                |                |                |
| Golden Spin of Zagreb                 |                |                |                |                |                |                | 11             |                |                |                |                |                |                |                |                |                |                |
| Mentor Toruń Cup                      |                |                |                |                |                |                | 1              |                |                |                |                |                |                |                |                |                |                |
| Warsaw Cup                            |                |                |                |                |                |                | 1              |                |                |                |                |                |                |                |                |                |                |
| Międzynarodowe: Kategorie młodzieżowe |                |                |                |                |                |                |                |                |                |                |                |                |                |                |                |                |                |
| Mistrzostwa świata juniorów           |                |                |                |                |                | 36             | 33             |                |                |                |                |                |                |                |                |                |                |
| JGP w Estonii                         |                |                |                |                | 19             |                |                |                |                |                |                |                |                |                |                |                |                |
| JGP w Polsce                          |                |                |                |                | 18             |                | 11             |                |                |                |                |                |                |                |                |                |                |
| JGP na Słowacji                       |                |                |                |                |                |                | 16             |                |                |                |                |                |                |                |                |                |                |
| Cup of Nice                           |                |                |                |                | 5 J            |                |                |                |                |                |                |                |                |                |                |                |                |
| Mentor Toruń Cup                      |                |                | 2 N            | 1 N            | 2 J            | 2 J            |                |                |                |                |                |                |                |                |                |                |                |
| Warsaw Cup                            |                | 15 N           | 4 N            | 3 N            | 13 J           | 4 J            |                |                |                |                |                |                |                |                |                |                |                |
| Olimpijski festiwal młodzieży Europy  |                |                |                |                |                | 10 J           |                |                |                |                |                |                |                |                |                |                |                |
| Krajowe                               |                |                |                |                |                |                |                |                |                |                |                |                |                |                |                |                |                |
| Mistrzostwa Polski                    |                |                |                |                | 2              | 1              | 1              | 1              |                |                |                |                |                |                |                |                |                |
| Mistrzostwa Polski juniorów           |                |                | 1 J            | 2 J            | 1 J            | 1 J            | 1 J            |                | 9 J            |                |                |                |                |                |                |                |                |
| Mistrzostwa Polski Novice             |                | 1 N            | 1 N            | 1 N            |                |                |                |                |                |                |                |                |                |                |                |                |                |
| Mistrzostwa Polski młodzieżowców      |                |                |                |                |                |                |                |                | 1              |                |                |                |                |                |                |                |                |
| Ogólnopolska Olimpiada Młodzieży      | 6 N            | 2 N            | ? N            | 1 J            | 1 J            |                | 1 J            |                |                |                |                |                |                |                |                |                |                |